# Vermentino
Vermentino é uma variedade de uva vinífera de casca clara, encontrada principalmente no vinho italiano. É amplamente plantada na Sardenha e na Ligúria, até certo ponto na Córsega, no Piemonte sob o nome de Favorita e em quantidades crescentes em Languedoque-Rossilhão. As folhas são verde-escuras e pentagonais. As uvas são amarelo-âmbar e pendem em cachos piramidais. As vinhas são frequentemente cultivadas em encostas voltadas para o mar, onde podem se beneficiar da luz refletida adicional. O Catálogo Internacional de Variedades da Vitis menciona que esta se originou na Itália.
O vinho mais famoso feito da Vermentino é provavelmente o DOCG Vermentino di Gallura (e Vermentino di Gallura Superiore) que é produzido na província de Ólbia-Tempio, no norte da Sardenha. Diz-se que a uva é cultivada nesta parte de Gallura, muitas vezes com o nome de Arratelau, desde o século XIV. Em outros lugares da ilha, a uva é usada para uma variedade de vinhos brancos, incluindo variantes doces e espumantes.